# Minőség
A minőség a filozófiában a dolgok lényegét jellemző tulajdonságok összessége, köznapi értelemben pedig az igény vagy a cél kielégítésének mértéke. Napjainkban szokásos „megfelelőség” értelemben is használni.

## A szervezés- és vezetéstudományban
A szervezés- és vezetéstudományban ismert ún. klasszikus minőségiskolához tartozik például 
- F. B. Crosby alapvető szemlélete, mely szerint a minőséget a vezetőség tevékenysége határozza meg. Ezzel kapcsolatos követelmények:
  - Minőség = követelményeknek való megfelelés[2]
  - Minőséget biztosító rendszer alapja a megelőzés[3]
  - Működés: 0 hiba[4]
  - A minőség mérőszáma: a nemmegfelelőségek költsége[5]
- W. E. Deming minőségfilozófiájának alapvető minőségszemlélete az alábbiakat követeli meg:
  - Állandó célokat kell kitűzni a termék vagy a szolgáltatás minőségének javítására
  - Az alkalmazottakat úgy kell ösztönözni, hogy büszkék legyenek munkájukra és elégedettek legyenek azzal
  - Vezetési stílus kialakítása
  - Statisztikai módszereket kell alkalmazni a speciális hibák feltárására
  - A folyamatos minőségjavítás fő eszköze a „PDCA elv” (ún. Deming kerék)[6]

## Minőség-ellenőrzéstől minőségirányítási rendszerig
A kis műhely mestere maga javította a hibát. A gyárban a művezető ellenőrizte a terméket. Kialakult a minőség-ellenőrzés. Statisztikailag (hibatáblával) keresték a folyamat hibás részét. Japánból átvették a TQC (teljes körű minőségszabályozás)t és kialakították a TQM (teljes körű minőségirányítás)t. Elterjed a minőségirányítás ISO szabványa. Önértékelés, EFQM (European Foundation for Quality Management) alapította 1992-ben az Európai Minőségdíjat. 8 alapelve: 1. Eredményorientált (Érték az összes érdekeltnek) 2. Vevőközpontú (A jelenlegi és lehetséges vevőt szolgálni) 3. A vezetés és a célok következetesek (dolgozói elkötelezettség és piaci elismerés) 4. Folyamatok és tények irányítanak (mindenki érdekelt a hatékonyabb működésben) 5. Emberfejlesztés és bevonás (bizalom, felhatalmazás) 6. Folyamatos tanulás, innováció, fejlődés (tudásmegosztás, agilitás) 7. Partnerkapcsolatok fejlesztése (beszállítók, más közreműködők kölcsönös előnyben) 8. Közösségért felelősségvállalás (termékkövetés, újra hasznosítás)

## Lásd még
- Minőségirányítás
- Minőségbiztosítás
- Minőségmenedzsment
- TQM

## Külső hivatkozások
- Farkas Olga: A minőség értelmezései. Szeged, Szegedi Tudományegyetem, 2001.
- Schmidt József: Az ind filozófia
- Magyar Minőség Társaság
- Minőségügyi ismeretek